# Union des centristes
Ne doit pas être confondu avec Union du centre (Grèce).
L'Union des centristes (en grec : Ένωση Κεντρώων / Enosi Kentroon) est un parti politique grec.

## Histoire
Le parti a été fondé par Vassilis Leventis (en) en 1992 sous le nom d'« Union des centristes et des écologistes », le nom étant changé peu de temps après pour le nom actuel. L'Union des centristes prétend se placer dans la ligne politique de l'ancien parti vénizéliste Union du centre, et s'efforce de rester « la continuation de l'expression politique centriste en Grèce. » Leventis visait à faire revivre l'héritage politique de certains grands hommes politiques du passé, tels que Elefthérios Venizélos, Geórgios Papandréou et Alexandros Papanastasiou. Cependant, l'influence totale du parti a été marginale, son meilleur score jamais atteint étant de 1,79 %, lors des élections législatives grecques de janvier 2015. Durant celles de septembre, le parti fait finalement son entrée au Parlement grec en remportant 3,43 % des voix et neuf sièges.
Malgré sa position marginale, le parti et son président se plaignent du silence « cruel et injuste » à leur égard des grands médias et des sondages. Chaîne 67 (Kanali 67), chaîne de télévision lancée par Vasíleios Vasílis, a été éteinte par les autorités juste avant les élections de 1993. Leventis, dont les franches émissions condamnaient durement le système politique et les deux partis majoritaires de l'époque et lui avaient valu un culte de la personnalité, avait été la cible d'une tentative d'assassinat un an plus tôt. Quelque temps après les élections, la chaîne rouvrit (toujours sans autorisation).

## Résultats électoraux

### Parlement grec
| Année   | Chef du parti          | Voix    | %    | Mandats | Rang |
| ------- | ---------------------- | ------- | ---- | ------- | ---- |
| 1993    | Vassilis Leventis (en) | 15 926  | 0,23 | 0 / 300 | 7e   |
| 1996    | Vassilis Leventis      | 48 677  | 0,70 | 0 / 300 | 7e   |
| 2000    | Vassilis Leventis      | 23 228  | 0,34 | 0 / 300 | 7e   |
| 2004    | Vassilis Leventis      | 19 531  | 0,26 | 0 / 300 | 7e   |
| 2007    | Vassilis Leventis      | 20 840  | 0,29 | 0 / 300 | 8e   |
| 2009    | Vassilis Leventis      | 18 296  | 0,27 | 0 / 300 | 11e  |
| 05/2012 | Vassilis Leventis      | 38 439  | 0,61 | 0 / 300 | 17e  |
| 06/2012 | Vassilis Leventis      | 17 191  | 0,28 | 0 / 300 | 14e  |
| 01/2015 | Vassilis Leventis      | 110 826 | 1,79 | 0 / 300 | 9e   |
| 09/2015 | Vassilis Leventis      | 186 644 | 3,43 | 9 / 300 | 8e   |
| 2019    | Vassilis Leventis      | 70 161  | 1,24 | 0 / 300 | 9e   |
| 05/2023 | Vassilis Leventis      | 22 449  | 0,38 | 0 / 300 | 16e  |

### Élections européennes
| Année | Voix   | %      | Mandats | Groupe |
| ----- | ------ | ------ | ------- | ------ |
| 1994  | 77 951 | 1,19 % | 0 / 25  | -      |
| 1999  | 52 512 | 0,82 % | 0 / 25  | -      |
| 2004  | 34 511 | 0,56 % | 0 / 24  | -      |
| 2009  | 19 660 | 0,38 % | 0 / 22  | -      |
| 2014  | 36 837 | 0,65 % | 0 / 21  | -      |
| 2019  | 82 075 | 1,45 % | 0 / 21  | -      |